# Luis Folledo
Luis Folledo Carmona (10 de diciembre de 1937-21 de mayo de 2017) fue un boxeador español.

## Primeros años
Nacido en una zona marginal de Madrid, su familia vivía en una chabola. Su padre era albañil y Luis tuvo que ponerse a trabajar muy joven, primero en un taller de cerrajería y, después, en otro de fundición. Empezó a acudir a un gimnasio de boxeo donde Segundo Bartos le guío en sus inicios y, después, sería su entrenador hasta su retirada.

## Carrera profesional
Resultó ganador en todos los combates que disputó por el Campeonato de España, quince en total, nueve Peso wélter y seis Peso mediano.
Aspiró tres veces al Campeonato de Europa, pero fue derrotado
- en Madrid el 6 de diciembre de 1963 contra Laszlo Papp, de Hungría, donde perdió por KO en el 8° asalto.
- en Roma el 15 de octubre de 1965 contra Nino Benvenuti de Italia, esta vez cayó en el 6° asalto.[5]
- en Turín el 17 de noviembre de 1967 contra Juan Carlos Durán, italiano de origen argentino. Fue noqueado en el 12° asalto.

En 1969, la Federación Española de Boxeo le retiró la licencia, lo que supuso su retirada definitiva.

## Retiro como boxeador
Después de ser apartado del ring, hizo alguna incursión como novillero de la mano de Octavio Martínez, "Nacional"
También rodó, como actor, tres películas
- ¡Dame un poco de amooor...!, dirigida por José María Forqué en 1968
- El clan de los nazarenos, de Joaquín Romero Marchent, 1975[8]
- Yo hice a Roque III, de Mariano Ozores, 1980 (sin acreditar)[7]

Dirigió la Escuela Municipal de Boxeo de Marbella (Málaga).